# Sofia Milos
Sofia Milos (Zurigo, 27 settembre 1969) è un'attrice e modella italiana naturalizzata svizzera.

## Biografia

### La carriera
Ha iniziato a lavorare come modella a 15 anni, partecipando anche a numerosi concorsi di bellezza e viaggiando in tutto il mondo. Dopo un periodo a New York, si è trasferita a Los Angeles, dove vive dal 1990. Negli Stati Uniti iniziò gli studi di recitazione presso il Beverly Hills Playhouse.
Nel 1992 prese parte al primo film negli Stati Uniti. Nel 1994 fu scritturata dalla NBC per la serie televisiva Cafè Americain. Da allora ha partecipato a molti film anche come attrice protagonista, e a diverse serie, tra le quali la popolarissima I Soprano e CSI: Miami, dove è stata a lungo co-protagonista.
Parla sei lingue: italiano, inglese, francese, tedesco, greco e spagnolo.

### Vita privata
Figlia di padre italiano e madre greca, la Milos pur essendo nata in Svizzera è cresciuta anche in Italia, a Picerno (Basilicata), prima di trasferirsi negli Stati Uniti nel 1990. I suoi genitori vivono a Roma, mentre il fratello Giuseppe vive con moglie e figli a Potenza.

## Filmografia

### Cinema
- Out of Control, regia di Ovidio G. Assonitis e Robert Barrett (1992)
- Mafia!, regia di Jim Abrahams (1998)
- Svitati, regia di Ezio Greggio (1999)
- Family Jewels, regia di Tony Mortillaro (2003)
- The Ladies Man (The Ladies Man), regia di Reginald Hudlin (2000)
- The Order (The Order), regia di Sheldon Lettich (2001)
- Double Bang, regia di Heywood Gould (2001)
- The Cross, regia di Gino Cabanas (2002)
- Passionada (Passionada), regia di Dan Ireland (2002)
- The Brentwood Connection, regia di Gloria Kisel (2013) - cortometraggio
- The Secret of Joy, regia di Max Bortoli (2015) - cortometraggio
- The Stranger Inside, regia di Danny J. Boyle (2016)
- Fake News, regia di Craig Edwards e Samuel Morris (2017)
- Odissea nell'ospizio, regia di Jerry Calà (2019)

### Televisione
- Cafe Americain – serie TV, 18 episodi (1993-1994)
- Friends – serie TV, episodi 1x06 (1994)
- Shadow-Ops, regia di Craig R. Baxley – film TV (1995)
- Maledetta fortuna (Strange Luck) – serie TV, episodio 1x10 (1995)
- Too Something – serie TV, episodio 1x21 (1995)
- Weird Science – serie TV, episodio 3x01 (1995)
- Vanishing Son – serie TV, episodio 1x08 (1995)
- Platypus Man – serie TV, episodio 1x05 (1995)
- Innamorati pazzi (Mad About You) – serie TV, episodio 4x21 (1996)
- Caroline in the City – serie TV, 20 episodi (1997-1998)
- Love Boat - The Next Wave – serie TV, episodio 2x08 (1998)
- La vita segreta degli uomini (The Secret Lives of Men) – serie TV, 13 episodi (1998-1999)
- Getting Personal – serie TV, episodio 2x02 (1999)
- M.K.3, regia di Félix Enríquez Alcalá – film TV (2000)
- I Soprano (The Sopranos) – serie TV, episodi 2x04-2x13 (2000)
- Curb Your Enthusiasm – serie TV, episodi 1x01-1x09 (2000)
- Thieves – serie TV, episodi 1x01-1x08 (2001)
- Lo zio d'America – serie TV, 8 episodi (2002)
- The Twilight Zone – serie TV, episodio 1x21 (2002)
- E.R. - Medici in prima linea (ER) – serie TV, episodio 9x11 (2003)
- CSI: Miami – serie TV, 60 episodi (2003-2009)
- Part-Time, regia di Angelo Longoni – miniserie TV (2004)
- Desire – serie TV, 47 episodi (2006)
- The Border – serie TV, 13 episodi (2008-2009)
- The First Family – serie TV, episodio 1x05 (2012)
- Sulle tracce del crimine (Section de recherches) – serie TV, episodi 6x02-6x03 (2012)
- Tatort – serial TV, episodio 1x809 (2011)
- 1600 Penn – serie TV, episodio 1x11 (2013)
- Private Eyes – serie TV, episodio 1x01 (2015)
- Criminal Minds: Beyond Borders – serie TV, episodio 2x08 (2017)
- Chicago Justice – serie TV, episodio 1x09 (2017)
- Project Blue Book – serie TV (2020)

## Doppiatrici italiane
Nelle versioni in italiano delle opere in cui ha recitato, Sofia Milos è stata doppiata da:
- Cristina Boraschi in Friends, CSI: Miami, Criminal Minds: Beyond Borders, The Border, Chicago Justice
- Tiziana Avarista in Passionada, La vita segreta degli uomini
- Monica Ward in The Order